# Annepont
Annepont település Franciaországban, Charente-Maritime megyében. Lakosainak száma 395 fő (2022. január 1.). Annepont Juicq, Taillebourg és Saint-Hilaire-de-Villefranche községekkel határos.

## Népesség
A település népességének változása:
| Lakosok száma | 184  | 220  | 208  | 276  | 358  | 365  | 377  | 394  | 395  | 395  |
|               | 1968 | 1982 | 1990 | 2006 | 2013 | 2015 | 2017 | 2019 | 2020 | 2022 |